# 坂川鐵道
坂川鐵道（日语：／）是一條曾經連接岐阜縣惠那郡坂下町（現時：中津川市）新坂下站與惠那郡川上村（現時：中津川市）丸野站之間的鐵路線（輕便鐵路），由同名的鐵路公司營運。總部是在岐阜縣惠那郡川上村170番地。
此條目同時記述連接此線鐵路的坂下森林鐵道和田立森林鐵道。

## 擁有路線
此鐵路線設置於木曾川支流川上川沿岸處。鐵路線主要用途是運送木材（森林鐵路），另外也使用礦車運送乘客，每日設有3個往返班次。在丸野站處連接坂下森林鐵道，在中途站奧屋站連接田立森林鐵道。上述兩條鐵路由川上村和宫内省（持有過半股權）營運。周邊的森林是神宮林（神宮備林）的一部分。

## 路線數據
資料截至廢除前一刻
- 路線距離（營業距離）：新坂下站至丸野站之間 10.5公里
  - 客運營業區間：新坂下站至奧屋站之間 8.0公里
- 軌距：762毫米
- 車站數目：6座（包含起終點站）
- 雙線區間：沒有（全線單線）
- 電氣化區間：沒有（全線非電氣化（日语：非電化））
  - 動力：蒸氣，後來開始使用內燃機
- 閉塞方式：路籤閉塞式[1]

## 歷史
- 1924年（大正13年）
  - 6月21日 批出鐵道許可狀予坂川鐵道（惠那郡坂下町至同郡川上村之間，動力：瓦斯）[2]。
  - 8月4日 坂川鐵道株式會社成立（董事會成員住在川上村）[3][4]。
- 1926年（大正15年）12月12日 坂川鐵道線 新坂下站至丸野站之間開通[5]。
- 1928年（昭和3年） 開始使用內燃作為列車能源。
- 1944年（昭和19年）12月1日 路線被廢除[6]。同時轉讓給林野局，成為坂下森林鐵道的一部分。
- 1956年（昭和31年） 坂下森林鐵道的舊坂川鐵道線區間被廢除。
- 1958年（昭和33年） 田立森林鐵道被廢除。
- 1961年（昭和36年） 坂下森林鐵道被廢除。

在收購鐵路用地時，由於較難與地主就收購價格達成協議。最終需要讓影響力的人士坐到談判桌上才能解決。但是當時的條件只是口頭協議，因此在廢線後再次引起爭議。

## 車站列表
新坂下 –  稻荷堂 –  上大門 –  森平 –  奧屋 –  （貨）丸野
- 新坂下站是在國鐵中央本線坂下站的東邊。
- 奧屋站是在濃飛巴士（日语：濃飛乗合自動車）夕森線「奧屋」巴士站附近，丸野站是在夕森公園（日语：夕森公園）附近。

## 接續路線
- 新坂下站：國鐵中央本線（坂下站）

## 運輸業績
| 年度 | 客量（人） | 貨運量（公噸） | 營業收入（日圓） | 營業支出（日圓） | 利潤（日圓） | 其他收出（日圓） |
| ---- | ---------- | -------------- | ---------------- | ---------------- | ------------ | ---------------- |
| 1927 | 26,124     | 7,831          | 21,242           | 17,740           | 3,502        |                  |
| 1928 | 19,236     | 8,723          | 20,997           | 17,708           | 3,289        |                  |
| 1929 | 22,432     | 11,269         | 26,468           | 26,478           | ▲ 10         |                  |
| 1930 | 9,852      | 7,337          | 17,299           | 16,641           | 658          |                  |
| 1931 | 7,562      | 8,526          | 17,415           | 13,540           | 3,875        |                  |
| 1932 | 11,858     | 6,999          | 14,489           | 12,900           | 1,589        |                  |
| 1933 | 14,072     | 11,265         | 23,895           | 14,309           | 9,586        |                  |
| 1934 | 12,150     | 6,199          | 14,505           | 14,336           | 169          |                  |
| 1935 | 12,548     | 12,817         | 26,651           | 16,340           | 10,311       |                  |
| 1936 | 10,948     | 4,470          | 10,864           | 16,334           | ▲ 5,470      | 85               |
| 1937 | 14,915     | 7,115          | 15,710           | 15,572           | 138          |                  |
| 1939 | 17,663     | 8,402          |                  |                  |              |                  |
| 1941 | 22,722     | 10,097         |                  |                  |              |                  |
| 1943 | 26,746     | 10,573         |                  |                  |              |                  |

- 參考自各年度版《鐵道統計資料》、《鐵道統計》和《國有鐵道陸運統計》

## 車輛
坂川鐵道擁有2架由德國Orenstein & Koppe製造的蒸氣機車（1、2）。由於鐵路位於山林地帶，因此煙囪有一個特殊的功能，可以防止煙囪冒出火花。在廢線後轉往田立森林鐵道上使用，最後在1952年（昭和27年）退役。

## 現狀

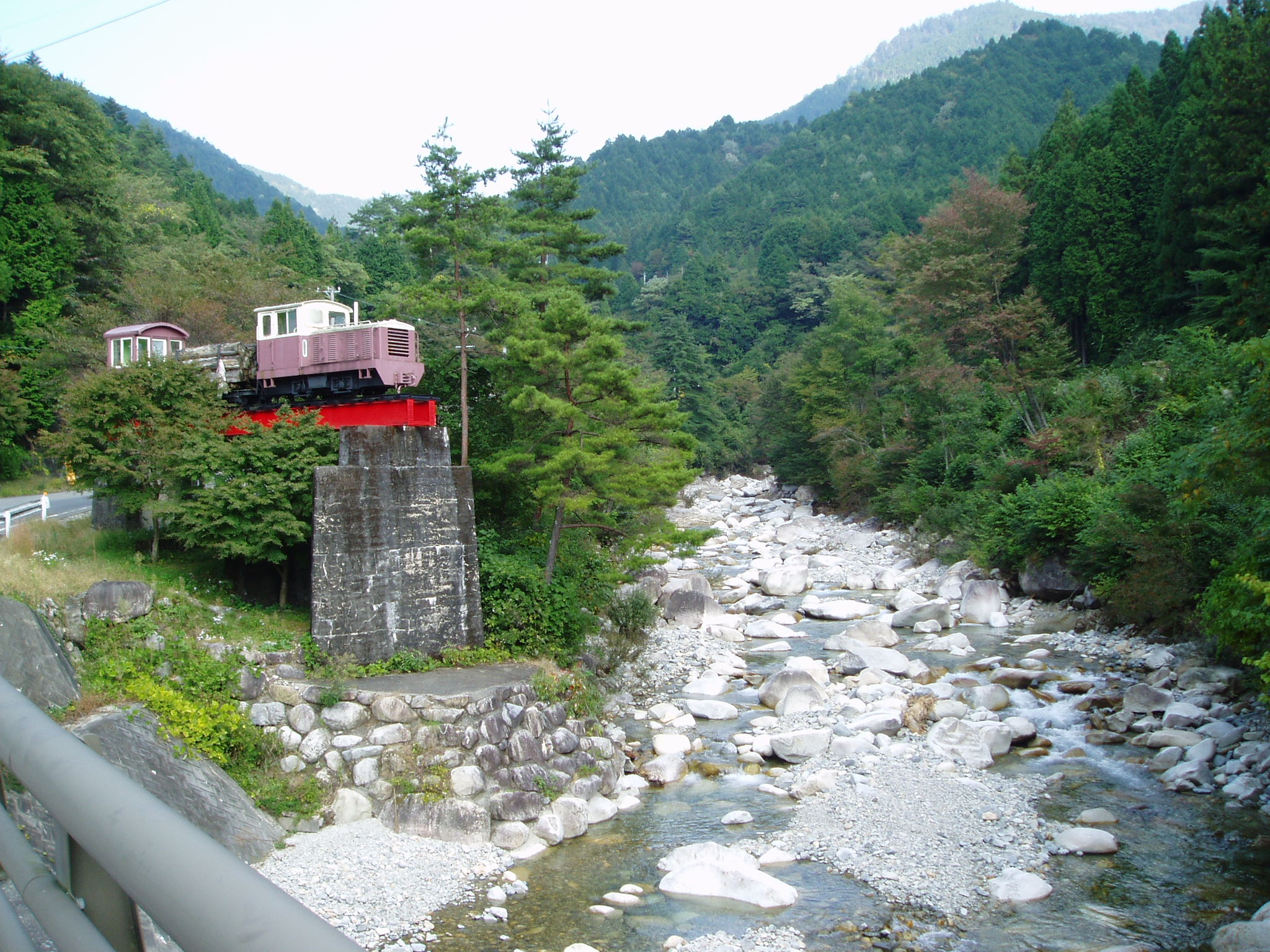
中津川市川上附近位置。現時保存了部分坂川鐵道橋樑結構（2011年10月拍攝）

- 濃飛巴士（日语：濃飛乗合自動車）夕森線行走的路線與坂川鐵道路線相近。
- 在終點站丸野站附近的夕森公園處，保留部分橋樑結構和放置了柴油機車和鐵路貨車。但是這些車輛沒有在坂川鐵道上服役，而是來自長野縣森林鐵路。

## 坂下森林鐵道
坂下森林鐵道是一條森林鐵路。從坂川鐵道丸野站處連接了該鐵路，並延伸至奧三界岳的山腳。此鐵路線由長野營林局坂下營林署營運。

### 歷史
- 1926年（大正15年） 坂下森林鐵道啟用 (8.7公里)。
- 1944年（昭和19年） 隨著坂川鐵道廢除而繼承了其路線，路線全長19.2公里。
- 1956年（昭和31年） 舊坂川鐵道區間廢除，縮小路線規模。
- 1961年（昭和36年） 全線廢除。

## 田立森林鐵道
田立森林鐵道是一條森林鐵路。於坂川鐵道奧屋站連接該鐵路線，並延伸至岐阜縣和長野縣邊界的川上峠（長野縣西筑摩郡田立村。現時：木曾郡南木曾町）。由長野營林局坂下營林署營運。

### 歷史
- 1933年（昭和8年） 田立森林鐵道啟用 (2.1公里)。
- 1958年（昭和33年） 田立森林鐵道被廢除。

## 其他
- 在坂川鐵道啟用前，曾經設有一條飛驒索道（日语：飛騨索道），該索道只運送貨物。

## 注腳
1. ↑  國立公文書館所藏文書 本館-3A-013-04・昭47運輸00526100「第一門・監督・二、地方鉄道・イ、免許・坂川鉄道・大正十三年～昭和九年」No.17「新坂下丸野間運輸営業開始ノ件」p.9
2. ↑  「鉄道免許状下付」《官報》1924年6月25日（國立國會圖書館數碼化收藏）
3. ↑  《日本全国諸会社役員録. 第34回》（國立國會圖書館數碼化收藏）
4. ↑  《地方鉄道及軌道一覧 昭和10年4月1日現在》（國立國會圖書館數碼化收藏）
5. ↑  「地方鉄道運輸開始」《官報》1926年12月23日（國立國會圖書館數碼化收藏）
6. ↑  「鉄道運輸営業廃止」《官報》1944年12月20日（地方鉄道運輸開始）
7. ↑  《坂下町史》1963年，536-537頁

## 外部連結
- 鎌田宮雄『故鄉坂下』1984年 （页面存档备份，存于）（日語） 照片與時間表史料